# Második Von der Leyen-bizottság
A második Von der Leyen-bizottság az Európai Unió 2024-től hivatalban lévő Európai Bizottsága. Elnöke Ursula von der Leyen, aki az első nő ezen a poszton.

## Tagjai
| A második Von der Leyen-bizottság biztosai | A második Von der Leyen-bizottság biztosai | A második Von der Leyen-bizottság biztosai                                             | A második Von der Leyen-bizottság biztosai | A második Von der Leyen-bizottság biztosai | A második Von der Leyen-bizottság biztosai | A második Von der Leyen-bizottság biztosai |
| Kép                                        | Név                                        | Feladatkör                                                                             | EU-párt (hazai párt)                       | EU-párt (hazai párt)                       | Tagállam                                   | Hivatali idő                               |
| ------------------------------------------ | ------------------------------------------ | -------------------------------------------------------------------------------------- | ------------------------------------------ | ------------------------------------------ | ------------------------------------------ | ------------------------------------------ |
|                                            | Ursula von der Leyen                       | Elnök                                                                                  | EPP (CDU)                                  |                                            | Németország                                | 2024. december 1. -                        |
|                                            | Teresa Ribera                              | Alelnök Tiszta, igazságos és versenyképes átmenet                                      | PES (PSOE)                                 |                                            | Spanyolország                              | 2024. december 1. -                        |
|                                            | Henna Virkkunen                            | Alelnök Tech Szuverenitás, Biztonság és Demokrácia                                     | EPP (KOK)                                  |                                            | Finnország                                 | 2024. december 1. -                        |
|                                            | Stéphane Séjourné                          | Alelnök Jólét és iparstratégia                                                         | Független (RE)                             |                                            | Franciaország                              | 2024. december 1. -                        |
|                                            | Kaja Kallas                                | Alelnök az Unió külügyi és biztonságpolitikai főképviselője                            | ALDE (ER)                                  |                                            | Észtország                                 | 2024. december 1. -                        |
|                                            | Roxana Mînzatu                             | Alelnök Szociális jogok és készségek, minőségi munkahelyek és felkészültség            | PES (PSD)                                  |                                            | Románia                                    | 2024. december 1. -                        |
|                                            | Raffaele Fitto                             | Alelnök Kohézió és reformok                                                            | ECR (FdI)                                  |                                            | Olaszország                                | 2024. december 1. -                        |
|                                            | Maroš Šefčovič                             | Kereskedelem és gazdasági biztonság Intézményközi kapcsolatok és átláthatóság          | PES (tagság felfüggesztve) (Smer)          |                                            | Szlovákia                                  | 2024. december 1. -                        |
|                                            | Valdis Dombrovskis                         | Gazdaságosság és termelékenység Végrehajtás és egyszerűsítés                           | EPP (V)                                    |                                            | Lettország                                 | 2024. december 1. -                        |
|                                            | Apósztolosz Dzidzikósztasz                 | Fenntartható közlekedés és turizmus                                                    | EPP (ND)                                   |                                            | Görögország                                | 2024. december 1. -                        |
|                                            | Magnus Brunner                             | Belügyek és migráció                                                                   | EPP (ÖVP)                                  |                                            | Ausztria                                   | 2024. december 1. -                        |
|                                            | Ekaterina Zaharieva                        | Startupok, kutatás és innováció                                                        | EPP (GERB)                                 |                                            | Bulgária                                   | 2024. december 1. -                        |
|                                            | Christophe Hansen                          | Mezőgazdaság és Élelmiszer                                                             | EPP (CSV)                                  |                                            | Luxemburg                                  | 2024. december 1. -                        |
|                                            | Wopke Hoekstra                             | Éghajlat, nettó zéró kibocsátás és tiszta növekedés                                    | EPP (CDA)                                  |                                            | Hollandia                                  | 2024. december 1. -                        |
|                                            | Piotr Serafin                              | Költségvetés, csalás elleni küzdelem és közigazgatás                                   | EPP (PO)                                   |                                            | Lengyelország                              | 2024. december 1. -                        |
|                                            | Jessika Roswall                            | Környezetvédelem, a vízzel szembeni reziliencia és a versenyképes körforgásos gazdaság | EPP (M)                                    |                                            | Svédország                                 | 2024. december 1. -                        |
|                                            | Maria Luís Albuquerque                     | Pénzügyi Szolgáltatások és a Takarék- és Befektetési Unió                              | EPP (PSD)                                  |                                            | Portugália                                 | 2024. december 1. -                        |
|                                            | Costas Kadis                               | Halászat és óceánok                                                                    | Független                                  |                                            | Ciprus                                     | 2024. december 1. -                        |
|                                            | Hadja Lahbib                               | Esélyegyenlőségi felkészültség és válságkezelés                                        | ALDE (MR)                                  |                                            | Belgium                                    | 2024. december 1. -                        |
|                                            | Glenn Micallef                             | Generációk közötti méltányosság, ifjúság, kultúra és sport                             | PES (PL)                                   |                                            | Málta                                      | 2024. december 1. -                        |
|                                            | Dan Jørgensen                              | Energia és lakhatás                                                                    | PES (S)                                    |                                            | Dánia                                      | 2024. december 1. -                        |
|                                            | Marta Kos                                  | Bővítés                                                                                | Független                                  |                                            | Szlovénia                                  | 2024. december 1. -                        |
|                                            | Dubravka Šuica                             | Mediterrán régió                                                                       | EPP (HDZ)                                  |                                            | Horvátország                               | 2024. december 1. -                        |
|                                            | Várhelyi Olivér                            | Egészségügy és állatjólét                                                              | Független                                  |                                            | Magyarország                               | 2024. december 1. -                        |
|                                            | Jozef Síkela                               | Nemzetközi partnerségek                                                                | Független (STAN)                           |                                            | Csehország                                 | 2024. december 1. -                        |
|                                            | Andrius Kubilius                           | Védelem és űrkutatás                                                                   | EPP (TS-LKD)                               |                                            | Litvánia                                   | 2024. december 1. -                        |
|                                            | Michael McGrath                            | Demokrácia, jogérvényesülés, jogállamiság és fogyasztóvédelem                          | ALDE (FF)                                  |                                            | Írország                                   | 2024. december 1. -                        |